# Sziréngőtefélék

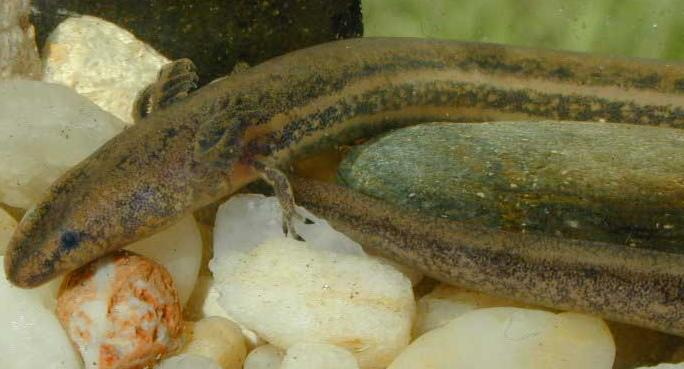
Csíkos sziréngőte (Pseudobranchus striatus)

A sziréngőtefélék (Sirenidae) a  kétéltűek (Amphibia) osztályába és a farkos kétéltűek (Caudata) rendjébe tartozó család.

## Megjelenésük
Hosszuk 10–100 cm. Fejük hosszúkás. Szájuk a táplálék szippantással történő felvételére specializálódott, ajaklebenyeik fejlettek. Állkapcsukban nincsenek fogak, helyükön szarukávák vannak. Orrnyílásaik kétoldalt, szinte az ajaklebenyeken helyezkednek el. Törzsük hosszú hengeres alakú. Bőrük sima és nyálkás. Mellső végtagjaik rövidek, rajtuk a Siren nem fajainál négy, a Pseudobranchusoknál három ujj található, az ujjak hegyén a bőr elszarusodik. A hátsó végtagok és a medenceöv teljesen hiányzik. Farkukon (a fiatal lárváknak a hátukon is) úszószegély húzódik. Valamennyi fajra jellemző a neoténia, lárvakori bélyegeik: szemhéj és mozgatható nyelv hiánya, valamint három pár kopoltyúív, melyeken külső kopoltyúk vannak. Utóbbiak több, a farkos kétéltűek között egyedülálló tulajdonságot mutatnak:
- Főáguk elágazik, a kopoltyúlemezek ezeken az oldalágakon helyezkednek el.
- Fiatalkorban, amikor átalakulnának, méretük kisebb lesz (légzésben betöltött szerepük is csökken), majd a felnőttkort elérve ismét megnagyobbodnak.

Érzékszerveik közül látásuk nem túl jó, oldalvonal-rendszerük és szaglásuk viszont fejlett.

## Előfordulásuk
Az Amerikai Egyesült Államokban és Mexikó északi részén honosak. Álló és lassan folyó, sűrű növényzetű vizek lakói.

## Életmódjuk
Neoténiájukból következően teljesen vízi életmódúak, a szárazföldre legfeljebb esős éjszakákon jönnek ki. Nappal elrejtőznek, főleg éjszaka aktívak. Ha élőhelyük kiszárad, az iszapba ássák magukat és ott várják ki az esőket. Ilyenkor kopoltyúik is kisebbek lesznek.
Táplálékuk különféle gerinctelenekből, például férgekből, puhatestűekből, vízi ízeltlábúakból áll, a nagyobb fajok a kisebb halakat és kétéltűeket is zsákmányul ejthetik. A farkos kétéltűek között egyedülálló módon algákat is fogyasztanak, ám lehet, hogy ezeket csak véletlenül, az állati eredetű táplálékkal együtt nyelik le.

## Szaporodásuk
Nászidőszakuk ősztől kora tavaszig tart, szaporodási szokásaik elég kevéssé ismertek. Udvarláskor a hím orrával a nőstény kloákáját bökdösi, de harapdálni is szokta párját. A nőstény petéit egyesével vagy kis csomókban rakja le, a megtermékenyítés külső. Szülői gondoskodás előfordulhat.
A fiatalok ivarérettségüket 2-3 évesen érik el.

## Rendszerezés
A családba az alábbi 2 nem és 5 faj tartozik:
- Pseudobranchus (Gray, 1825) – 2 faj
  - keskenycsíkos sziréngőte (Pseudobranchus axanthus)
  - csíkos sziréngőte (Pseudobranchus striatus)

- Siren (Linnaeus, 1766) – 3 faj  
  - kis sziréngőte (Siren intermedia)
  - karcsú sziréngőte vagy nagy sziréngőte (Siren lacertina)
  - hálós sziréngőte (Siren reticulated)[1]